# Široká (Hohe Tatra)
Die Široká (deutsch Schiroka, Javorinaer Schiroka bzw. eingedeutscht Breiter Berg, ungarisch Siroka, Javorinai Siroka oder übersetzt Széles-hegy, polnisch Szeroka Jaworzyńska) ist ein 2210 m n.m. hoher Berg in der Hohen Tatra in der Slowakei. Der Berg befindet sich auf dem Seitengrat Javorový hrebeň (deutsch Ahorngrat oder Javorovagrat), der vom Malý Javorový štít am Hauptkamm der Hohen Tatra ungefähr nach Nordwesten verläuft und sich hier in zwei Äste weiter nach Nordwesten und nach Nordosten mit jeweils eigenen Rippen teilt. Die angrenzenden Täler sind Bielovodská dolina im Westen, Široká dolina im Norden und Javorová dolina im Osten.
Der Name weist auf die Gestalt der „breit ausladenden“ Spitze hin. Zur genauen Ortsangabe wird auch die Form Javorinská Široká verwendet. Der Gipfel selbst besteht aus Granit, das Bergmassiv ist aber überwiegend vom Kalkstein geprägt und ähnelt mehr dem Charakter der Westtatra als der Hohen Tatra.
Der Berg ist relativ leicht besteigbar, liegt aber abseits offizieller touristischer Wanderwege und der Zutritt ist wegen der Lage inmitten eines Nationalen Naturreservats auch für Mitglieder alpiner Vereine oder mit einem Bergführer verboten.